# Степановское восстание
Степановское восстание (Степановский мятеж) — восстание 1-го Московского продовольственного полка под командованием капитана А. А. Степанова и комиссара В. Г. Хомака против большевиков в южной части Вятской губернии в 1918 году. К восстанию присоединились крестьяне, недовольные продразверсткой. Восстанием были охвачены Уржумский, Нолинский и Малмыжский уезды Вятской губернии.В конце лета 1918 года на территории Уржумского и Нолинского уездов проходило т.н. Степановское восстание. Собственно, это был фактически стихийный бунт крестьян уезда против грабежей пьяной балтийской матросни типа «героя» Дрелевского, чьим позорным именем названа улица в Уржуме. Восстание карателями было подавлено, расстреляно в Черепановском логу около Шурмы, и немногочисленные остатки восставших уржумцев ушли на Ижевские заводы, рабочие которых в дальнейшем воевали с конной дивизией Чапаева, что совпропагандой было показано в фильме «Чапаев» как бой с офицерским корпусом генерала Каппеля, хотя этого корпуса там никогда и рядом не было.
О Степановском восстании информации крайне мало, а та, что есть - написана в совецкий период совецкими авторами, с соответствующим идеологическим наполнением:
"Степановцы заняли Уржум, а затем и Нолинск, всюду пользуясь поддержкой кулаков, попов и торговцев.
Рассказывали, с каким неописуемым и сладкострастным наслаждением 1 из нолинских торгашей выкатил из своих лабазов бочки с керосином, чтобы поджечь здание духовного училища, в котором засели коммунисты. В духовном училище при занятии Степановым Нолинска было сожжено 14 комунистов". И тд и тп.
Летом 1918 года в Вятский край были посланы соединения так называемой Продовольственной армии из центра России, в их числе — 1-й Московский продовольственный полк под командованием «военспеца» А. Степанова. Цель армии (и полка), как и следует из названия, — акции по продразверстке. Этим рьяно и занимался политкомиссар полка А. Хомяк. Вот как писал о продотрядах современник: «…Эти отряды, составленные из подонков городского населения, выпущенных из тюрем преступников, «красы и гордости революции» - матросов и другого сброда, отнимая у крестьян продукты пропитания, заодно грабили у них деньги и все ценное. Их «продовольственная» деятельность сопровождалась насилием, избиениями и нередко убийствами». Деятельность Хомяка вызвала, как и следовало ожидать, взрыв негодования местного населения и массовое повстанчество. Но главный и жуткий сюрприз красным преподнес сам 1-й Московский продовольственный полк. Большая его часть во главе со своим командиром Степановым отказалась палачествовать в Вятском крае и повернула оружие против красных. В руки степановцев попали города Ногинск, Малмыж, Уржум, Сердеж, Лебяжье и еще ряд населенных пунктов по реке Вятке, на стыке Марийского края и Предуралья. В Яранском уезде (граничащим с Уржумским) вспыхнуло восстание, явившееся прямым отзвуком степановского выступления. По времени это совпало с занятием Казани каппелевцами и восстанием рабочих в Прикамье, то есть поставило большевиков в весьма затруднительное положение. Действия отряда Степанова широко поддерживались местным населением. Восставшие создали свой орган управления — Уездный правительственный комитет — и свой печатный орган — «Бюллетень Управления». Для подавления Степановского восстания —  восстания вчерашних красноармейцев! — были брошены крупные силы, в том числе "железная" дивизия В. Азина, но только к ноябрю 1918 года удалось вытеснить степановцев из Вятского края и разъединить их с вятскими и марийскими повстанцами. Остатки степановцев ушли под Ижевск и Казань, на соединение с Народной армией В. Каппеля.
Когда вспыхнуло восстание против большевиков в Ижевске летом 1919 г., послали туда своих делегатов и вятские крестьяне «с просьбой о выдаче оружия для защиты собственной жизни и имущества от грабежа большевистских продовольственных отрядов». Просьба их была удовлетворена, а поскольку среди крестьян было не мало бывших солдат, руководители восстания сформировали из них большие отряды, которые «начали с жаром уничтожать на своей территории все большевистские отряды и драться против отрядов Красной армии, которых не пропускали к Ижевску». В Уржумском и Малмыжском уездах было создано 8 таких отрядов по 10 тысяч солдат-крестьян в каждом.
В начале Второй мировой войны красные припомнили вятичам Степановское восстание - из рассекреченных документов можно узнать, что война началась для Кировского управления юстиции с грандиозной, как сейчас бы сказали, зачистки: в первые же дни войны здесь было расстреляно около тысячи "потенциально опасных" в тылу человек: второстепенных участников степановского мятежа в Нолинске в 1918 году, воров-рецидивистов, участников "православно-монархического подполья"...
В наши дни в Черепановом логу стоит крест, который уже меняли из-за ветхости, надпись на фанерке едва читается: "Добровольцы отряда штабс-капитана А.А.Степанова погибшие в бою в 1918 г."
Помимо Степановского мятежа в регионе известны царевококшайский, козьмодемьянский, княжнинский и др.
Тема весьма обширная и открытая для исследования, поэтому просьба к друзьям делиться информацией о восстании, чтобы обрисовать более полную картину народной войны с красными в Вятской губернии.
Из имеющейся информации можно порекомендовать следующие материалы из сети:
Каратели, или Первая Красная Армия Правды
Гражданская война на территории Сюмсинского района
Восстание против большевизма. Ижевск 1918-го год.
Добровольцы - стержень Белого движения